# 陳泰 (明)
陳 泰（ちん たい、1403年 - 1469年）は、明代の官僚・軍人。字は吉亨、号は拙庵。本貫は邵武府光沢県。

## 生涯
1403年（永楽3年）2月29日、陳封の子として生まれた。幼いころ母方の祖父の曹氏の家で養育され、曹姓を称した。1423年（永楽21年）、曹泰は郷試に首席で及第し、解元となった。1427年（宣徳2年）、安慶府学訓導に任じられた。
1437年（正統2年）、曹泰は廷臣共同の推薦により、江西道監察御史に抜擢され、貴州巡按をつとめた。官軍が麓川の乱を討つにあたって、現地の兵2000を道案内として徴用したが、敗戦したため、功績を横取りして殺そうとした。曹泰は上奏してこれを止めさせた。山西巡按に転じた。ときに百官の俸給は薄く、汚職が横行していたことから、曹泰は昇給を請願する上書をおこなったが、阻止されて行われなかった。1441年（正統6年）夏、曹泰は「連年災害が続いておりますが、咎は廷臣にあります。御史や給事中に命じて大臣を糾弾させ、職務不適格な者を罷免するようお願いします」と言上した。英宗はこれに従った。これにより御史の馬謹らが吏部尚書の郭璡ら数十人を弾劾した。ほどなく曹泰は山東巡按として出向した。
1444年（正統9年）、曹泰は四川按察使に抜擢され、鎮守都御史の寇深と険悪になった。1447年（正統12年）8月、武職を専断し、輿夫を殴って死なせたとして、参議の陳敏に弾劾された。刑部に逮捕されて獄に下され、斬刑を論告された。曹泰は弁明の上奏をおこない、大理寺卿の兪士悦もまた具体的な事情を奏聞したが、いずれも英宗に聞き入れられなかった。
1449年（正統14年）8月、郕王朱祁鈺が監国すると、曹泰は赦されて官に復帰した。于謙の推薦により紫荊関を守備した。エセン・ハーンが侵入すると、曹泰は紫荊関を守りきれず、再び死刑を論告された。景泰帝（朱祁鈺）に赦免され、事官とされた。総兵官の顧興祖に従って関隘を築くのに尽力した。1450年（景泰元年）、大理寺右少卿に抜擢され、白羊口を守備した。4月、都督同知の劉安が寧遠伯任礼に代わって涿州・真定・保定の諸城の軍備を巡視すると、曹泰は右僉都御史としてその軍務に参与するよう命じられた。曹泰は姓を陳にもどした。1452年（景泰3年）、陳泰は保定六府巡撫を兼ねた。1453年（景泰4年）、倒馬関提督を兼ねた。1454年（景泰5年）、運河の治水工事を監督するよう命じられた。儀真から淮安にいたるまで、溝180里を浚渫し、決壊した9か所を塞ぎ、堰3か所を築いた。6万人を動員して、数カ月で工事を完了させた。1456年（景泰7年）、蘇松巡撫に転じた。
1457年（天順元年）、讒言により陳泰は蘇松巡撫の官を罷免され、広東按察副使に左遷された。立て続けに父母が死去し、辞職して喪に服した。1462年（天順6年）、四川で反乱が起こると、陳泰の赴任を望む声が上がり、陳泰は官に復帰して、左僉都御史となり、四川巡撫をつとめた。1464年（天順8年）、右副都御史に進み、漕運総督をつとめ、淮揚四府巡撫を兼ねた。1465年（成化元年）10月、致仕した。1469年（成化5年）10月22日、家で死去した。享年は67。著書に『拙庵集』25巻があった。